# Juncaria melanothalama
Juncaria melanothalama là một loài bướm đêm trong họ Noctuidae.